# هیپولیت آندره ژان باپتیست چلارد
هیپولیت آندره ژان باپتیست چلارد (انگلیسی: Hippolyte André Jean Baptiste Chélard; ۱ فوریهٔ ۱۷۸۹ – ۱۲ فوریهٔ ۱۸۶۱) رهبر (موسیقی)، و آهنگساز اهل فرانسه بود.